# Dissoctenioides schwingenschussi
Dissoctenioides schwingenschussi är en fjärilsart som beskrevs av Hans Rebel 1935. Dissoctenioides schwingenschussi ingår i släktet Dissoctenioides och familjen säckspinnare. Inga underarter finns listade i Catalogue of Life.